# Hệ thống đo lường
Một hệ thống đo lường là một bộ các đơn vị đo lường có thể dùng để đo lường bất cứ đại lượng vật lý nào. Bộ các đơn vị đo lường này chứa các đơn vị cơ bản, tất cả các đơn vị đo lường khác đều có thể được suy ra từ các đơn vị cơ bản.
Trong nhiều hệ đo lường, các đơn vị đo cơ bản thường ứng với đo đạc chiều dài, khối lượng, và thời gian. Các hệ đo lường đầy đủ hơn chứa thêm điện tích hoặc dòng điện.
Trong lịch sử loài người, các hệ đo lường được hình thành dần theo quy ước địa phương để phục vụ trao đổi hàng hóa, đo đạc đất đai... Thời phong kiến, các vị vua quy định dùng các hệ đo lường thống nhất trong lãnh thổ trị vì; một trong các lý do là để giảm gian lận thương mại. Khi giao thương quốc tế trở nên thịnh hành, các hệ đo lường chuẩn cho nhiều quốc gia ra đời. Hiện tại, hệ đo lường phổ biến nhất là hệ đo lường quốc tế. 

## Sách chuyên khảo
- Tavernor, Robert (2007), Smoot's Ear: The Measure of Humanity, ISBN 0-300-12492-9